# Scott Frost
Scott Frost is een Amerikaans auteur en scenarist. Frost schrijft voornamelijk detectiveromans en thrillers.

## Biografie
Scott Frost is de zoon van acteur Warren Frost en de broer van Mark Frost en actrice Lindsay Frost. Frost werkte met David Lynch en zijn broer aan de televisieserie Twin Peaks, waarvoor hij twee afleveringen schreef. Daarnaast schreef hij mee aan afleveringen van televisieseries als Babylon 5 en Andromeda. Begin jaren 1990 schreef hij het scenario voor de televisiefilm Past Tense met in de hoofdrol Miguel Tejada-Flores. Hij werkte, samen met zijn broer, aan de televisieserie All Souls.